# Dodge
Dodge este o marcă de automobile, monovolume și sport utility vehicles produse și vândute de FCA US LLC în mai mult de 60 de țări și teritorii din întreaga lume.
Fondată ca Dodge Brothers Company în 1900 cu scopul lucrativ de furnizare piese și subansamble pentru industria auto din Detroit care, în acea perioadă era în plină ascensiune, Dodge a început să construiească propriile sale vehicule complete în 1914. Marca a fost vândută la Chrysler Corporation în 1928 a trecut prin fuziunea de scurtă durată a DaimlerChrysler din 1998-2007, ca parte a Grupului Chrysler, a fost parte a Chrysler LLC deținută de Cerberus Capital Management, o firmă privată de investiții de capital, iar acum este parte a Chrysler Group LLC, care are o alianță cu Fiat. Fiat are planul de a se baza pe platformele existente Dodge, Chrysler și Jeep pentru a codezvolta vehicule  Fiat-Chrysler.

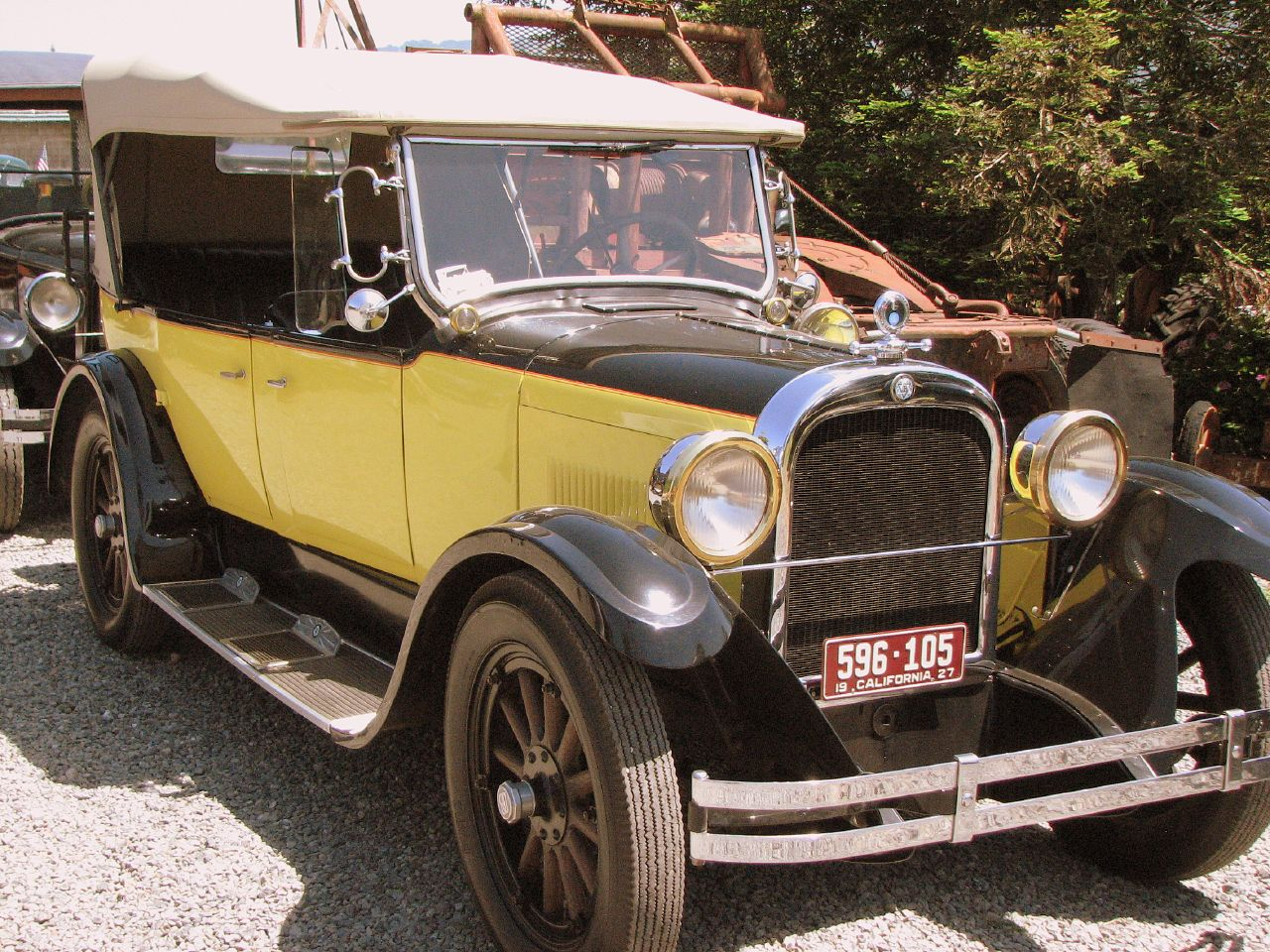
automobil Dodge din 1927

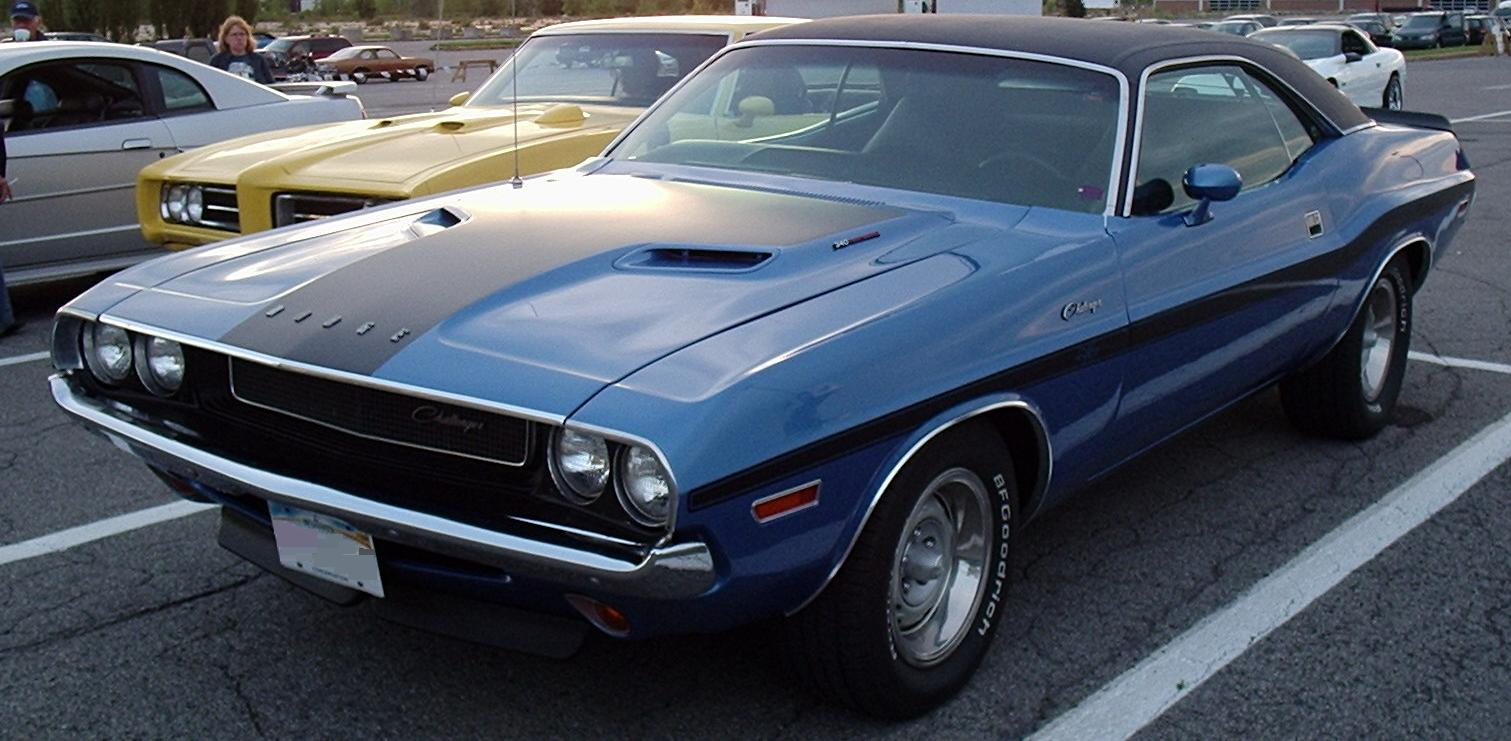
automobil Dodge Challenger din anii '70